# Julien Toniutti
Pour les articles homonymes, voir Toniutti.
 (janvier 2025).
Si vous disposez d'ouvrages ou d'articles de référence ou si vous connaissez des sites web de qualité traitant du thème abordé ici, merci de compléter l'article en donnant les références utiles à sa vérifiabilité et en les liant à la section « Notes et références ».
 (janvier 2025).
Julien Toniutti est un pilote de moto, né le 31 juillet 1981 à Lyon, recordman français du tour au Tourist Trophy sur l'île de Man en 2018, quintuple champion de France des rallyes routiers (2012, 2013, 2014, 2015, 2018), avec trois podiums consécutifs au Dark Dog Moto Tour. Il fut aussi le pilote français plus rapide au Tourist Trophy jusqu'en 2024, et participa au Paris-Dakar en 2019.

## Biographie

### Débuts
Ce pilote spécialiste de la route a tout d'abord débuté à cyclomoteur, écumant les cols et les monts du Beaujolais, où il remportera plus tard sept spéciales du rallye du même nom. Passionné par la moto, Julien décide à 24 ans d’en faire son métier. Après avoir suivi une formation de mécanique au Mans, il ouvre Acro’Bike, concession multimarques implantée entre Lyon et Villefranche-sur-Saône. Il a 27 ans lorsque le Championnat de France des Rallyes Routiers fait étape près de chez lui lors du Rallye du Beaujolais. Ses amis le poussent à y participer.
Sur une machine routière Honda 750 VFR de 1994 prêtée par son propre mécano, Julien réalise le dixième temps scratch ‘jour’, collé aux meilleurs. S’il prend conscience de ses capacités, le Lyonnais découvre aussi une ambiance et un état d’esprit qui le fascinent. Il s’engage alors dans la dernière manche du Championnat de France des rallyes 2007, où il se hisse à la troisième place du classement scratch ‘jour’. En 2008, il effectue la saison complète au guidon d'une KTM 990 Super Duke prêtée par Christian Haquin, où il terminera 3e du championnat malgré une blessure. C'est aussi pour lui l'occasion de signer son premier contrat avec KTM France pour participer au Dark Dog Moto Tour sur un 690 SMC. En 2009, Julien met la compétition entre parenthèses pour se consacrer davantage à ses activités professionnelles.
En 2010 une blessure en cours de saison vient contrecarrer ses plans. Il gagne cependant le Dark Dog Moto Tour en catégorie Monocylindre (7e scratch) au guidon d'une Husaberg 570FS. En 2011, il signe un contrat chez KTM France, progresse encore, finit vice-champion de France des Rallyes Routiers et monte sur la 2e marche du DDMT.

### Titres de champion de France et performances
Il décolle en 2012 avec son premier titre de Champion de France des Rallyes Routiers pour KTM France malgré une farouche opposition de deux frères Sarthois (Florent et Nicolas Derrien) sur chaque épreuve. Il récidive l’année suivante en s’imposant le défi de courir chaque course avec un modèle différent de la gamme KTM (7 courses avec 6 modèles différents) afin d'illustrer au mieux le slogan "Ready to race" de la marque. Ce choix osé aura parfaitement fonctionné puisqu'il réussira cette année-là son pari incroyable et accrochera un deuxième titre de champion de France des rallyes à son palmarès. Il terminera aussi troisième du Dark Dog Moto Tour en 2012 puis deuxième en 2013 derrière Denis Bouan.
Il change de couleur en 2014 pour Yamaha, marque avec laquelle il remporte un nouveau titre de champion de France Elite au guidon de la toute nouvelle MT-09, malgré la farouche résistance de Laurent Filleton, pépiniériste du Forez (Aprilia).
Cette année marque également ses débuts sur l'île de Man lors du Manx Grand Prix, épaulé de Frédéric Protat, ex pilote en Grand Prix 500. Avec un tour en 20 min 23 s, Julien effectue la quatrième meilleure performance d'un français sur l'île de Man, collé aux basques de Serge Nuques, rallyman trublion des années deux mille.
Il rempile avec Yamaha en 2015 toujours au guidon de la MT09 et décroche un nouveau titre pour la marque au diapason ce qui lui permet d'ajouter un quatrième titre à son palmarès.

### Tourist Trophy
Il se consacrera en 2016 au Tourist Trophy pour une première participation a cette course sur l'île de Man dont il avait tant rêvé étant plus jeune.
Malgré quelques victoires en rallye routier, l'année 2017 a un goût d'inachevé (chute au Moto Tour, à quelques dixièmes du record français au Tourist Trophy), mais la roue tourne pour Toniutti en 2018. S'engageant en rallye-raid au Merzouga rallye sur la moto du team 2B Moraco, il se prépare à participer en rookie au prochain Dakar qui se déroulera au Pérou. Côté course sur route, il rejoint le team Martimotos pour le Tourist Trophy, et devient, avec un tour en 18 min 09 s, le Français le plus rapide de l'épreuve sur sa BMW S 1000 RR, chrono effectué dans la dernière des 6 boucles du Senior TT. Il décrochera aussi un 5ème titre de champion de France des rallyes la même année devenant le pilote le plus titré en rallye routier devant Serges Nuques et Marc Troussard.

### Rallye Dakar
Le 16 janvier 2019, dans l'avant dernière étape du Dakar 2019, Julien chute lourdement au guidon de sa KTM 450 de l'équipe Team 2B/Moraco. Un autre concurrent ayant prévenu rapidement les secours, le pilote a été évacué par hélicoptère jusqu'à Lima (Pérou) où il a été opéré d'une fracture du plancher de l'orbite avec un traumatisme crânien important et une désynchronisation de ses deux yeux.... Au total, cet accident lui a valu d’être hospitalisé durant 40 jours. Son état étant jugé "stable et sérieux", il sortira du coma après 4 jours. Même s'il participe en août au rallye des Volcans en duo avec une victoire spéciale à la clef au guidon d'une Yamaha Niken, l'année 2019 sera pour lui une année blanche où il lui faudra prendre le temps de se reconstruire avant de pouvoir repartir sur les courses en 2020.
En 2020, Julien Toniutti a été nommé consultant pour le jeu vidéo TT2 “ride on the edge” , pour notamment intégrer le jeu sous forme de personnage à choisir lors des courses. Ainsi, chaque joueur de console joueur pourra incarner Julien Toniutti pour rouler sur toutes les cartes du jeu vidéo.
Le 26 juin 2021, Julien débute le Championnat de France des Rallyes routiers 2021 dans la catégorie “duo” au côté de François Speck, PDG d’EMC suspensions et aveugle depuis 1992. L’objectif de Julien pour cette saison 2021 est de raconter une histoire impactante, notamment en mettant en avant des valeurs humaines fortes comme la solidarité, le courage. Par la même occasion, Julien Toniutti souhaite mettre sur le devant de la scène les personnes qui font face chaque jour à leurs handicaps et qui ne se plaignent pas.
Le Championnat de France des Rallyes routiers 2021 a eu lieu en quatre étapes, toujours avec le duo composé de Julien Toniutti (pilote) et François Speck (passager).
- Rallye de la Sarthe : 26 - 27 juin 2021
- Rallye du Dourdou : 16 - 17 juillet 2021
- Rallye des Coteaux : 4 - 5 septembre 2021
- Rallye de Charente : 16 - 17 octobre 2021